# NGC 6946

## Додаткова інформація
- Галактика, в якій знайдена найбільша кількість наднових, їх там дев'ять (9)[1]. В ній також була "невдала наднова" - зоря N6946-BH1, з якої можливо сформувалась чорна діра.[2]

## Загальні відомості
Ця галактика спірального типу знаходиться від нас на відстані близько 10 мільйонів світлових років. Її діаметр складає 40 тисяч світлових років, що приблизно у 2,5 рази менше, ніж діаметр нашої галактики.